# Barbilophozia
Barbilophozia (deutsch Bart-Spitzmoos) ist eine Gattung von beblätterten Lebermoosen aus der Familie Lophoziaceae.

## Merkmale
Die mittelgroßen Pflanzen wachsen niederliegend bis aufrecht. Die Blätter sind meist deutlich breiter als lang und drei- bis vierlappig. Bei einer Reihe von Arten befinden sich am Blattgrund Zilien. Unterblätter sind zweispaltig, manchmal fehlen sie.
Die Arten sind diözisch, oft steril. Die ei- bis birnförmigen Perianthien sind tief gefaltet. Teilweise werden Brutkörper gebildet.

## Systematik
Die Gattung Barbilophozia umfasst weltweit elf Arten.
Arten mit Vorkommen in Mitteleuropa:
- Barbilophozia atlantica
- Barbilophozia attenuata
- Barbilophozia barbata
- Barbilophozia floerkei
- Barbilophozia hatcheri
- Barbilophozia kunzeana
- Barbilophozia lycopodioides
- Barbilophozia quadriloba